# سامي فتفت
سامي فتفت (1989- )، رجل أعمال ونائب لبناني. هو ابن النائب السابق أحمد فتفت وأصغر نائب في البرلمان اللبناني حصل على لقب «النائب الشاب».

## دراسته
تخرج في العام 2007 من المدرسة الثانوية، درس الاقتصاد في باريس، في العام 2010 عاد إلى لبنان وأكمل دراسة الماجستير، عمل في إدارة الأعمال 3 سنوات بين الرياض وعمان ودبي.

## حياته السياسية
بعد عودته إلى لبنان إنخرط في العمل السياسي ليس بقرار من والده وانما بقرار من سعد الدين الحريريسعد الحريري. هو عضو في تيار المستقبل، ترشح في الانتخابات التشريعية اللبنانية 2018 عن دائرة الشمال الثانية ضمن لائحة «المستقبل للشمال»  وفاز عن المقعد السني في الضنية بعد حصوله على 7943 صوتاً تفضيلياً. أصبح عضو في لجنة الشباب والرياضة ولجنة الشؤون الخارجية والمغتربين 

## القوانين المقترحة
شارك ضمن كتلة المستقبل النيابية باقتراح قانون إعادة تفعيل قروض الإسكان.